# Ojo de Agua, Cumpas
Ojo de Agua är en ort i Mexiko.   Den ligger i kommunen Cumpas och delstaten Sonora, i den nordvästra delen av landet, 1 600 km nordväst om huvudstaden Mexico City. Ojo de Agua ligger 769 meter över havet och antalet invånare är 674.
Terrängen runt Ojo de Agua är kuperad västerut, men österut är den platt. Runt Ojo de Agua är det mycket glesbefolkat, med 2 invånare per kvadratkilometer. Närmaste större samhälle är Cumpas, 4,2 km söder om Ojo de Agua. Omgivningarna runt Ojo de Agua är i huvudsak ett öppet busklandskap.